# 德魯·米歇爾
德魯·米歇爾（英語：Drew Mitchell；1984年3月26日—）是一位澳大利亞橄欖球運動員。他是澳大利亞國家橄欖球隊的一員，代表澳大利亞參加了2015年世界盃橄欖球賽。